# Eva Amaral

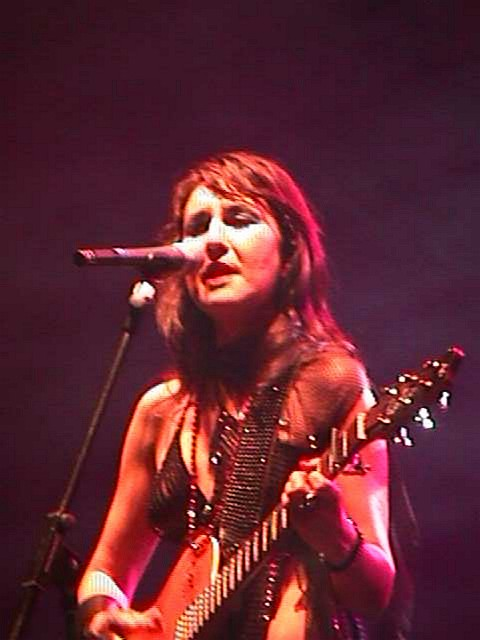
Eva Amaral durante un concerto del tour "Estrella de mar" (2002)

Eva María Amaral Lallana (Saragozza, 4 agosto 1972) è una cantante e musicista spagnola. Assieme a Juan Aguirre compone il duo Amaral.

## Biografia
Dopo essersi formata nel Colegio Romareda di Saragozza, un istituto tenuto da un ordine di frati agostiniani (RR.PP. Agustinos Recoletos), si iscrive alla locale Scuola di Arti e Mestieri, dove intraprende gli studi in scultura. Nel frattempo Eva la sua passione per la musica suonando prima come batterista nei "Bandera blanca" e poi nei "Lluvia Ácida" come cantante. Nel 1993, in uno studio di registrazione, avviene l'incontro con Juan Aguirre, un altro studente di Saragozza che ai tempi era il chitarrista del gruppo "Días de vino y rosas", il quale rimane presto colpito dalla intensità della voce di Eva.  Lavorando assieme ad un pezzo si accorgono di avere molte affinità musicali e poco tempo dopo decidono di rendere permanente la loro collaborazione. Hanno intenzione di creare una band che porti avanti un nuovo stile musicale, frutto della combinazione di sonorità pop, rock e folk.
Nasce così il duo, che, dopo alcuni anni di formazione nei locali e negli studi di Saragozza decide nel 1997 di trasferirsi a Madrid per aprirsi le porte ad un pubblico più vasto. Proprio in questo periodo il gruppo, in cui adesso hanno trovato posto altri musicisti, inizia a presentarsi ufficialmente con il nome Amaral. Tale idea è da attribuirsi a Juan che, nonostante il parere contrario di Eva, decise di utilizzare il cognome della cantante. Sempre nel 1997 il gruppo firma con l'etichetta Virgin Records ed inizia le registrazioni per il proprio album di debutto.
Amaral viene pubblicato nel 1998 e fin da allora, Eva Amaral, insieme a Juan Aguirre, si dedica alla composizione ed alla ricerca musicale per le canzoni del proprio gruppo. Ciò ha portato alla pubblicazione di altri quattro album di studio che hanno venduto in totale più di un milione e mezzo di copie in tutto il mondo. Il successo di Amaral ha ormai varcato i propri confini nazionali, rendendolo popolare anche nel resto d'Europa ed in America Latina. Per questo motivo alcuni artisti americani hanno iniziato ad avvalersi del loro supporto nel corso dei propri tour spagnoli. Tra questi si può ricordare nel 2002 Lenny Kravitz e nel 2004 Bob Dylan. Anche alcune iniziative a scopo benefico hanno visto la loro partecipazione, come nel 2002 Prestige, per la quale hanno registrato il brano "Rosa de la paz" e si sono esibiti nella grande manifestazione Nunca Máis che ha avuto luogo a Madrid. Nel 2008, ad Eva e a Juan è stato affidato il tema per la campagna promozionale della Esposizione Internazionale di Saragozza. L'estate dello stesso anno li ha visti invece partire per il tour del nuovo album, che li ha portati in giro per il mondo.

## Discografia
- 1998 - Amaral
- 2000 - Una pequeña parte del mundo
- 2002 - Estrella de mar
- 2005 - Pájaros en la cabeza
- 2005 - El comienzo del Big Bang
- 2008 - Gato negro ◆ Dragón rojo
- 2009 - La barrera del sonido" (Doppio CD+ doppio DVD)
- 2011 - Hacia lo salvaje

## Collegamenti
- Sito ufficiale, su amaral.es.